# 2011年5月澳门

## 5月31日
- 小潭山超高樓宇：
  - 政府開始把市民對項目的意見和建議上載到互聯網，當中反對該項修改土地用途的申請的意見呈一邊倒。意見（页面存档备份，存于）
  - 民署諮詢委員會委員梁慶球在例會上反對小潭山高樓計劃。新華澳報
- 台灣塑化劑危機：
  - 政府宣佈一種自台灣的胃葯含有塑化劑類似物DIBT，需要回收，同時宣佈回收兩種的飲料。新聞局（页面存档备份，存于）
  - 多位民署諮詢委員會委員關注食品安全，分別要求盡快成立食品安全中心以及盡快就食品安全立法。新華澳報
- 石排灣公屋項目完成常規爆破工程。土地工務運輸局其後會啟動東西兩則基建工程及斜坡的加固工作。新聞局（页面存档备份，存于）
- 的士及來往澳門及香港、深圳航線的四家船公司申請加價。華僑報（页面存档备份，存于）華僑報（页面存档备份，存于）
- 電訊管理局局長陶永強在與新澳門學社交流時表示，期望年內完成固定公共電信網絡法規立法工作。澳門日報
- 澳門在本年度世界挑戰日敗於對賽城市、墨西哥的伊拉普阿托。體發局（页面存档备份，存于）

## 5月30日
- 小潭山超高樓宇：
  - 政府宣佈延長意見收集期至6月17日。新聞局（页面存档备份，存于）
  - 環保局局長張紹基指是否公佈發展商提供的環評報告，要視乎整體考慮。正報
  - 立法議員吳國昌和陳偉智分別提出書面質詢，要求公開小潭山批地資料及在未制定城規法前，借鑒上海及新加坡經驗，防止屏風樓。正報正報
  - 街總副理事長吳小麗反對在小潭山興建超高樓。市民日報[]
- 環境保護局發行《澳門環境狀況報告2008-2009》。新聞局（页面存档备份，存于）
- 就立法會前主席曹其真關於中央儲蓄制度可獲撥款權利的規定的意見，社會保障基金回應指政府將前一曆年必須身處澳門足183日作為是否具權利分享相關年度財政盈餘的要件是避免濫用公帑。新聞局（页面存档备份，存于）
- 到訪澳門的四川廣元市市委書記羅強表示，澳門援建項目已全面開工，其中十二個已完成。社會文化司司長張裕表示政府嚴謹監察援建項目的質量。市民日報[]市民日報[]
- 社運人士利建潤就通知示威只有本人簽名被民署指不合法，向終審法院上訴得直。法院認為法例要求至少三人在書面文件簽名，結果將是法例不允許少於三人行使示威權，違反《基本法》。判決書
- 新澳門學社到立法會遞信，建議舊區重整採用「樓換樓」方式，並增加強制收樓比例至八成。新華澳報
- 運建辦指輕軌首期工程已預留空間、條件延伸至石排灣及橫琴口岸。澳門日報
- 司警澄清指，較早涉及一宗毆打女同學案件學生的父母並非該局人員，女學生家長是為向警方施壓而向傳媒虛報。華僑報（页面存档备份，存于）

## 5月29日
- 小潭山超高樓宇：
  - 行政長官崔世安就小潭山事件表示政府會聽取不同意見，諮詢亦會透明，並根據現行的規例來處理。正報
  - 澳門公民力量理事長林玉鳳指出，在目前《土地法》未完成修訂，《城市規劃法》又未交立法會時，如果不斷批出類似小潭山的申請，不能去除歐文龍案的陰影。澳門生態學會副理事長陳俊明表示，即使民間團體的聲音薄弱，仍希望可以聯合市民，影響政府未來的決策。正報
- 理工事件：
  - 社會文化司司長張裕回應廉署勸喻時稱，現階段不是考慮人事調動的合適時間，完成詳細報告才是最重要的工作。澳門日報
- 輕軌問題：
  - 澳門青年同盟向運輸工務司司長劉仕堯遞信，要求當局對事件作回應及問責，提高輕軌工程的建設效率等。市民日報[]
  - 澳門社會發展協會到廉政公署遞信，要求就輕軌走線涉嫌利益輸送進行調查。新華澳報
- 行政長官崔世安出席由教青局舉辦的交流會，與逾百名青少年就「青年參與義務工作」的主題交換意見。新聞局（页面存档备份，存于）
- 社會工作局局長容光耀表示，至今共收到六千份殘疾評估申請表。另外，他有信心明年底前就社工註冊制度完成立法工作。華僑報（页面存档备份，存于）

## 5月28日
- 運建辦公佈輕軌「路氹城及口岸段」路線和車站設計，至於氹仔路段的土建工程將於今年第三季起陸續招標及動工。石排灣亦會預留設站空間。新聞局（页面存档备份，存于）市民日報[]
- 輕軌超支：
  - 運建辦主任李鎮東承認，對輕軌系統整體財政估算觀念不足，接受審計署的批評和意見，承諾未來會抓緊工程造價、質量及建造時間。市民日報[]
- 司警局證實接獲舉報，指一名就讀於氹仔某中學的女生被毆打。女生家長指涉嫌打人的學生早在網上流露攻擊意圖，而女生近日從友人口中知悉，該男同學父母與執法當局人員相熟。澳門日報

## 5月27日
- 焚化爐管理問題：
  - 環境保護局張紹基局長與焚化中心營運商領導層舉行會議，責成營運公司必須改善不足之處。新聞局（页面存档备份，存于）
- 佔地約7,800平方米、可建892個住宅單位的路環石排灣公共房屋項目CN3第一區正式動工。新聞局（页面存档备份，存于）
- 澳大舉行畢業典禮。新聞局（页面存档备份，存于）
- 台灣塑化劑危機：
  - 食品安全統籌小組指，暫未發現被違法加入鄰苯二甲酸酯塑化劑的食品在澳門出售。新聞局（页面存档备份，存于）
- 澳門電訊行政總裁潘福禧與網民代表會談，就互聯網服務的質素及價格交換意見。華僑報（页面存档备份，存于）
- 特區政府邀請駐港澳領事團來澳，參觀澳門創意館及瘋堂十號創意園，並觀摩了本屆澳門藝術節閉幕節目。捷點資訊
- 街總社區青年服務隊與香港遊樂場協會合作進行的調查指，澳門有網癮青年比率比香港高。澳門日報
- 小潭山超高樓宇：
  - 運輸工務司司長劉仕堯強調，政府將嚴格按照現行法律審批計劃。正報
  - 文化局局長吳衛鳴引用民署的報告，宣稱不宜在小潭山興建超高樓宇。但民署及工務局互相推諉。議員吳國昌及街總離島辦社區工作委員會副主任阮若華要求公開資料。正報
  - 議員關翠杏指，發展商未履行原來批給合同，政府在審批項目時應作深思。市民日報[]
- 民署計劃明年上半年展開內港北雨水泵站箱涵渠建造工程，並選取三棟轄下建築物的天台進行綠化。市民日報[]

## 5月26日
- 小潭山超高樓宇：
  - 立法議員關翠杏指為符合澳門成為宜居、休閒、旅遊城市的定位，政府更應該從澳門市民整體利益來審批該項申請，並延長諮詢期。正報正報
  - 城市規劃師林翊捷指獲批高度超出當地153公尺的民航安全樓宇限高，並指土地並不適合興建高樓。正報
- 立法會第二常設委員會細則性討論《舊區重整法律制度》法案，委員會顧問及議員均認為政府在舊區重整過程中應有更大參與度，及對重大公共利益定義等提出疑問。華僑報（页面存档备份，存于）
- 旅遊局長安棟樑出席電台時事節目中坦承，非法旅館已成為犯罪溫床，超越了該局規管領域。當局將修改法例。澳門日報
- 維澳蓮運指目前尚有一半司機職位空缺，但有信心在8月1日新巴士服務營運開始時招聘到足夠司機。而勞工事務局將擴大現有「重型客車司機培訓課程」培訓範圍。新華澳報新聞局（页面存档备份，存于）

## 5月25日
- 運輸工務司司長劉仕堯向立法會透露，尚有八幅土地尚未完成置換。澳門日報
- 輕軌超支：
  - 運輸工務司司長劉仕堯表示，歡迎審計署就輕軌項目進行的跟蹤審計，稱將指示運建辦做好成本監控。市民日報[]
- 焚化爐管理問題：
  - 環保局局長張紹基聲稱在處理上局方不偏不倚，但又指稱不容有人利用本澳居民的利益作籌碼，來換取其他利益。他又坦言，事件對局方形象影響非常大，已要求剛委託的獨立調查機構澳門大學發展及質量研究所盡快提交報告。正報[永久]
- 小潭山超高樓宇：
  - 環保局局長張紹基指有必要保護好小潭山，但未有回應發展項目的樓宇高度可否超過小潭山。正報[永久]
- 行政長官崔世安與澳門學者同盟座談時表示，中產階層的生活及發展是特區政府未來的施政重點。新聞局（页面存档备份，存于）
- 政府多個部門推出不具法律約束力的規範樓花買賣指引。新聞局（页面存档备份，存于）
- 由於橫琴新區進行爆破工作，輸澳天然氣將於下月一日起暫停190日。澳電表示已與廣東電網聯繫，以保障本澳供電質量不會受任何影響。珠江晚報[永久]澳電新聞稿（页面存档备份，存于）
- 葡裔律師區利華在南灣舊法院附近一家超級市場門外被人淋腐蝕性液體，一名女途人亦告受傷。句號報（页面存档备份，存于）
- 十多名市民約見金管局，要求當局調查大豐銀行在非營業時間對各人外匯投資「斬倉」的理據。華僑報（页面存档备份，存于）
- 終審法院裁定澳門半島污水處理廠現營運商澳門水力工程有限公司，就其母公司參與處理廠升級、營運及保養的招標程序中，因標書工程量表出現缺漏被拒絕競投資格提出的上訴失敗。判決書

## 5月24日
- 焚化爐管理問題：
  - 較早前指控焚化爐數據造假的員工已被解聘，又指公司對他作出的「敲詐」指控是抹黑和打壓的手段。環保局指，局方已委託獨立第三方展開調查。又強調在處理投訴過程中局方一直恪守保密原則。華僑報（页面存档备份，存于）
- 審計署發表跟蹤審計報告指，輕軌首期工程開支由2007年的42億增至86億，而負責的運建辦更未有預設上限。澳門每日時報
- 澳門中小企業協進會理事長區宗傑指出，本澳人力資源已經失調，更出現人力資源錯配，即使立即開放，也不能解決技術性工種對人力資源的短缺問題，建議政府向行業了解人力資源需求，實際地了解人力資源問題。正報
- 民署指有小販出現有多人在確認中籤後，一直以患病為由未有開業。澳門日報
- 立法議員區錦新提出書面質詢，指小潭山土地批出廿多年，中間就算曾經歷十年司法訴訟，是否應成為發展商合理閒置土地之理由？市民日報[]

## 5月23日
- 焚化爐管理問題：
  - 焚化爐營運商否認有關欺詐和篡改排放數字的指控，並保留對損壞其聲譽者的法律追究權利。環境保護局發出新聞稿，強調當局一直對中心有嚴格監管，絕不姑息違規行為，唯稿中對造假與否隻字不提。正報新聞局（页面存档备份，存于）
- 行政長官辦公室主任兼政府發言人譚俊榮率領代特區政府新聞發佈考察團一行，與國務院新聞辦公室及教育部新聞發言人及發佈團隊會面。新聞局（页面存档备份，存于）
- 由於澳門藝術節當中的光影大三巴引起社會熱烈迴響，文化局宣佈在八月重演。新聞局（页面存档备份，存于）
- 工人自救會聯同澳門銀河翠華餐廳現任及前任員工在渡假城門口示威，抗議超時工作，以及非本地管理層剝削本地工人權益。市民日報[]
- 澳門科技基金宣佈，在今年初已推薦了一個項目（芯片設計）申報國家科技進步獎。華僑報（页面存档备份，存于）

## 5月22日
- 焚化爐管理問題：
  - 再有焚化爐員工爆料指，經營方篡改數據，以達致尾氣排放達標。澳亞衛視[]
- 廉署向港務局就其轄下單位的人員管理發出勸喻。新聞局（页面存档备份，存于）
- 「新港務局大樓建築設計及周邊空間優化規劃比賽」評審團遴選出十名入選作品，前五名獲邀參與下一階段建築設計方案競標。新聞局（页面存档备份，存于）
- 廣東省政協澳區委員赴陽江市視察。華僑報（页面存档备份，存于）
- 青洲坊會指跨工區出現多處安全隱患，又指當地社區設施不足。澳門日報澳門日報
- 有來澳主持講的學者指，應效法外國和港澳地區建構和諧勞動關係。新華澳報
- 土地工務運輸局城市規劃廳廳長劉榕表示︰當局正規劃南灣湖C、D區，冀規劃出台時不但能配合世遺的要求，亦能符合本澳景觀要求，並與新城B區規劃互相協調。市民日報[]

## 5月21日
- 交通事務局計劃把氹仔新世紀酒店巴士站的絕大部份停靠路線分流至泉禮花園新站及史伯泰/盧廉若站。新聞局（页面存档备份，存于）
- 社會文化司司長張裕表示，廉署向理工發出勸喻，與理工申請升格大學是兩回事，不會有連帶影響。華僑報（页面存档备份，存于）
- 在一個舊區保育與活化論壇上，有香港學者指出，活化建築文物應該以改善社區的基礎設施和環境素質，使當地居民能夠舒適及有尊嚴地生活為出發點。在同一天另一個論壇上，與會者探討十月初五街及附近一帶舊區在保育與活化過程中所面對的問題。澳門日報澳門日報
- 社會工作局局長容光耀透露，本澳已有三所托兒所將新增半日托服務，額外提供200多個托兒名額。 市民日報[]

## 5月20日
- 焚化爐管理問題：
  - 環境保護局發出新聞稱指，於本月初收到一宗投訴，反映焚化爐營運公司的人事管理問題等，局方目前正跟進處理有關事宜。又指在定期監察數據期間發現了兩次焚化爐尾氣排放出現異常情況，已要求營運公司跟進有關情況並提交書面報告。新聞局（页面存档备份，存于）
- 五一遊行
  - 治安警與多個記者團體會面，表示會考慮取消採訪區，但指遊行期間拍攝記者採訪的是自由記者、公民記者或身份不明人士。新聞局（页面存档备份，存于）
- 國家海關總署與澳門海關，簽署了《為經澳門特別行政區輸往內地的葡萄酒提供通關徵稅便利措施合作安排》。新聞局（页面存档备份，存于）
- 石排灣公共房屋項目CN4地段建造項目開標，十二家公司全部獲接納。新聞局（页面存档备份，存于）
- 上月通漲率按年上升4.88%。統計暨普查局（页面存档备份，存于）
- 行政長官崔世安與澳門明愛總幹事潘志明會面，強調政府一直高度關心和照顧弱勢社群。新聞局（页面存档备份，存于）
- 治安警首次查獲酒店消費券為騙徒利用仿製行騙的案件，在廣州街附近拘捕一名涉向人兜售假消費券的浙江男子，檢獲七千多張假券，涉及金額三十二萬多元。華僑報（页面存档备份，存于）

- 港務局指，正研究外港客運碼頭的前途，又表示正計劃在氹仔北安碼頭建設比更外港碼頭大的船舶管理中心。正報正報
- 就較早前有香港媒體報導指美國海軍核動力攻擊潛艇漢普頓號離開香港後，將轉往澳門，政府發言人辦公室表示，澳門特區政府沒有接獲任何外國軍艦訪澳的消息。澳門電台（页面存档备份，存于）

## 5月19日
- 美高梅中國董事長何超瓊指在公司上市前將公司控制權，拱手讓予美資合作伙伴，乃商業決定。明報（页面存档备份，存于）
- 鑑於早前舉辦的海上暢遊受歡迎，港務局計劃將協助澳門漁民互助會舉辦「休漁漁家樂」活動。新聞局（页面存档备份，存于）
- 澳門海關分別在三家時裝店查獲侵犯香港某品牌的服裝近百件，帶走三人協助調查。新聞局（页面存档备份，存于）
- 政府就一個位於氹仔鄰近七潭公路土地的建築修改方案舉行土地批給公開旁聽會。其中文化局局長吳衛鳴及環境保護局局長張紹基指工程對小潭山的山體和環境有負面影響。新聞局（页面存档备份，存于）市民日報[]
- 立法會三常會就經屋轉售制度出現重大分歧，但與當局達成共識，先主攻轉售制度。澳門日報
- 身兼建築置業商會會長的土地發展諮詢小組成員馮志強透露，新的土地溢價金將較現時調升至少八成。土地工務運輸局局長賈利安僅回應稱，確實較現時標準大幅度調升。華僑報（页面存档备份，存于）
- 政府舉辦「澳門輕軌項目施工說明會」，向建造業界介紹輕軌項目工程施工技術。運建辦主任李鎮東表示，會提供條件讓本地業界參與輕軌建設工作。新聞局（页面存档备份，存于）
- 科技大學副院長、政府文化產業委員會委員潘知常提出，澳門博彩業與文化創意產業應該融合發展，產生新型的產業形態「創意博彩業」，作為澳門經濟適度多元化的一個突破口。正報
- 澳門五家高等院校下學年向新疆開放招生。中新網

## 5月18日
- 統計暨普查局公佈2011年第一季整體就業人口的每月工作收入中位數為9,600澳門元；本地就業居民的為10,000澳門元，維持上一季的水平。統計暨普查局（页面存档备份，存于）
- 運建辦舉辦「輕軌標誌及吉祥物設計比賽」。新聞局（页面存档备份，存于）
- 司警搗破一個以港人為首、有黑社會背景的外圍波集團，拘捕八人並起出兩百多萬現金和超過五千萬「波纜」。澳門日報
- 建設發展辦公室表示，港珠澳大橋澳門人工島工程現完成約四成。另有漁民指，工程開始以來，漁獲大減。正報正報[永久]
- 中國建築工程（澳門）有限公司董事長周勇預料，澳門未來三至五年將迎來第二個建築工程高峰期，現時的本地工人數量滿足不了需求。正報
- 由於欠交會費，澳門及其他十個國家被國際體操聯合會中止參賽資格。印度時報[]
- 非高等教育委員會就《私立學校教學人員制度框架》第三稿修訂文本基本達共識，並將提交行政會討論，爭取今年八月份提交立法會審議。華僑報（页面存档备份，存于）
- 幸運博彩業職工總會副理事長戴珍妮表示，未見有青年人在提高賭場入職年齡生效前「趕搭尾班車」報讀博彩從業員職前培訓課程。市民日報[]

## 5月17日
- 有三十名網民在世界電信日在澳門電訊議事亭前地門市前「仆街」，抗議獨家經營的澳門電訊高價低質。澳門電訊行政總裁潘福禧指「暫時沒有東西可以回應的」，又指網民應該直接表達意見。電信管理局局長陶永強又指出，單是瀏覽本地的網站速度是沒有問題的。正報正報
- 澳門公職人員協會反對經屋可在十六年禁售期後出售的建議。澳門日報

- 行政長官崔世安就理工報告作出批示，由社會文化司司長張裕跟進。張裕當日約見澳門理工學院管理層，指示其須就廉署報告提出的各項問題提交詳細報告。對當中可能存在違反理工章程的事宜加緊處理，並儘快採取相應措施。新聞局（页面存档备份，存于）新聞局（页面存档备份，存于）
- 司警舉行涉及兇殺和燒車相關刑事案件的模擬演練，以提高局內各部門的協作。市民日報[]
- 立法會第一常設委員會昨與政府代表舉行會議，聽取官員介紹政府在物業管理政策方面所展開工作，其中包括草擬物業管理公司和從業員領牌制度法律草案，以及政府有意將民法典有關分層物業管理制度部分單獨抽出來作專項立法。華僑報（页面存档备份，存于）

## 5月16日
- 永利澳門向澳門大學捐款二億澳門元。中通社（页面存档备份，存于）
- 廉署向理工學院就其架構及運作上的各種問題發出勸喻。報告全文（页面存档备份，存于）
- 社會保障基金公佈「中央儲蓄制度2001撥款臨時名單」，預計最終獲確認名單達三十二萬人。澳門日報
- 截至上月底，澳門的外匯儲備資產總額，初步統計為2,084億澳門幣（260.4億美元）。新聞稿[]
- 截至去年底，澳門道路行車線總長度為413.4公里，機動車輛密度每公里476輛。統計暨普查局（页面存档备份，存于）
- 板樟堂街銀座廣場發展商決定以違約訴諸法律，解除與拒按協議交租戶的租賃關係。華僑報（页面存档备份，存于）
- 立法會第一常設委員會會見七個地產團體代表，聽取業界對《房地產中介業務法》法案的意見。大部分業界贊成設立地產買賣佣金下限。市民日報[]

## 5月15日
- 為慶祝港務局日舉行的海上暢遊，由於反應熱烈，局方宣佈加開下周末的航班。新聞局（页面存档备份，存于）
- 澳門銀河開幕。澳門日報
- 就有市民計劃於後日到澳門電訊抗議電訊收費和服務，電信管理局局長陶永強表示，尊重市民在理性和注意人身安全下表達訴求。他認為，明年本澳電訊市場全面開放後，在逐步引入競爭下，相信可令本澳電訊服務更多元化和價格更合理。未來局方會推動營運商調低手機各項服務收費。市民日報[]
- 有調查顯示，只有33%青年參加討論時事。華僑報（页面存档备份，存于）
- 立法議員何潤生書面質詢，建議政府強制驗毒。正報

## 5月14日
- 由民署主辦、連續兩個周末舉行的塔石藝墟在塔石廣場開幕。澳門日報
- 澳門工程師學會理事長胡祖杰期望政府加快就工程師專業資格認可立法。華僑報（页面存档备份，存于）
- 銀河娛樂集團副主席呂耀東強調集團已遵守政府規定，只聘請了二千名外僱。另外項目餘下的三分之二用地仍在規劃，並將視乎旅客需要才將土地用途定位。市民日報[]

## 5月13日
- 澳門婦聯指屬下「勵苑」成立五年以來，共接待了314位遭受家庭暴力的受虐婦女，當中近兩成五的婦女曾遭受性虐待。中通社（页面存档备份，存于）
- 五個工會團體計劃七月到訪新加坡，與當地工會交流，並考察民生福利政策等，期望能獲澳門基金會資助以成行。新華澳報
- 《香港商報》增設「魅力澳門」專版，向香港及內地讀者介紹澳門的民生、經濟及旅遊。正報
- 政府披露五年來共有四十二宗違反經濟房屋使用條款的個案，當局已對其中十四宗罰款、兩宗解除合同。華僑報（页面存档备份，存于）
- 已歇業的龍記酒家向民署捐贈文物共七十五件。澳門日報
- 中央統戰部三局副局長高衛東對訪京的澳門地產專業發展商會代表團表示，肯定澳門特區政府出台系列調控樓市措施，希望樓價能保持合理的增長。市民日報[]
- 珠海市推出新一輪調控房價措施，包括年內房價增幅不得超過年度GDP增長率。珠海特區報

## 5月12日
- 國家副主席習近平在北京會見澳門中華總商會代表團，提出四點希望。澳門日報[]
- 廣東省政協副主席湯炳權到澳推介《粵澳合作框架協議》，指粵澳兩方都需解放思想。華僑報（页面存档备份，存于）華僑報（页面存档备份，存于）
- 政府公佈，至本年三月，澳門外勞數目超過十萬人。新聞局（页面存档备份，存于）
- 波黑塞族共和國總理阿列克散德勒‧卓目必其率代表團抵達澳門進行訪問。正報
- 運動工務司司長劉仕堯指，優化路環舊市區計劃是解決路環原居民居住問題的突破性方法。新聞局（页面存档备份，存于）
- 電信管理局局長陶永強指，希望今年內可開投經營固網牌照，又表示今年再增設50個公共WiFi服務點。市民日報[]

## 5月11日
- 一名香港地盤監工被發現倒臥在澳門銀河渡假村三十三樓平台，送醫不治。明報（页面存档备份，存于）
- 由外交部與特區政府合辦的國際法培訓合作安排簽署儀式，在澳門世界貿易中心舉行。新聞局（页面存档备份，存于）
- 能源辦主任山禮度表示，階梯式電費將於下半年開始諮詢，新收費模式將令九成住戶電費下調。澳電又宣佈七月起推出電子電錶，又指電費有上調壓力。澳門日報澳門日報澳門日報
- 社工局局長容光耀表示，黑沙環美沙酮中心，以「藥物治療中心」之名，本月試辦至今並未遇到問題。正報
- 為打擊青少年吸毒，政府擬修法，禁止十六歲以下人士進入舞廳等場所。華僑報（页面存档备份，存于）
- 澳門新聞局於報章刋登通告，知會曾任職該局、澳門前運輸工務司司長歐文龍的妻子陳明瑛，向她提起紀律程式控訴。中通社（页面存档备份，存于）
- 一批武漢旅客，不滿導遊縮減行程報警求助，最後以撤換導遊了事。市民日報[]
- 終審法院駁回一名置業移民的司法上訴，以有犯罪前科為由維持其妻子在本澳的臨時居留不能續期。中文判詞
- 「澳門參與四川抗震救災及災後重建代表團」結束三天對援建項目的考察。新華澳報

## 5月10日
- 多個團體分別以浴佛、舞醉龍、巡遊等活動，慶祝佛誕節和譚公誕。新華澳報
- 五一遊行：
  - 澳門佛教總會理事長建釗法師，指五一遊行表示社會進步、言論自由，又指政府施政跟不上民情。正報
  - 澳門新視角學會研究指，超過半數以上受訪者認為通過遊行示威對解決有關問題有幫助。正報
- 立法議員吳國昌、區錦新、陳偉智指，新《經屋法》提出收入上限將製造大量夾心階層，而轉售補價與市場掛鉤並不合理。華僑報（页面存档备份，存于）
- 民署管委會主席譚偉文對前天媽閣自由波地有少年溺斃一事感到難過，又表示署方在事發的自由波地加設警示，亦會研究有關圍網，並會檢視其他自由波地的安全。市民日報[]
- 澳門中華總商會抵達北京訪問三天。澳門日報

## 5月9日
- 舊區重整諮詢委員會委託澳大進行的調查顯示，受訪司打口居民普遍認同「整建修復」最適合該區。新聞局（页面存档备份，存于）
- 立法會第三常設委員會討論《經屋法》草案，委員對經屋能否轉售至私人市場意見分歧。澳門日報
- 婦女事務委員會公佈研究報告，指澳門女性在政治參與有倒退現象。華僑報（页面存档备份，存于）
- 有網民指，兩年前曾就前一天發生奪命意外的媽閣自由波地向民署反映意見，但被「有礙景觀」拒絕。另有近百青年及市民到事發現場致祭。正報正報
- 澳門第一季人口達556,800人。統計暨普查局（页面存档备份，存于）
- 珠海市發億房屋拆卸公司六十多人到中鐵八局廣珠城軌項目部索取拆遷款項，與工人發生衝突。中鐵八局方面稱，若事情得不到解決，廣珠城軌珠海站工程只好無限期停工。南方都市報

## 5月8日
- 五一遊行：
  - 澳門青年動力總結遊行，對警方處理示威者及記者的手法表示不安，並批評政府在青年參與方面未能提出長遠、常設和廣泛的機制。新聞稿（页面存档备份，存于）

- 一名慈幼中學學生在媽閣自由波地玩耍時因拾起飛出網外的球時墮海喪生。澳門日報
- 因應「完善醫療系統建設十年規劃方案」及未來離島醫療綜合體的需求，衛生局代表將到葡萄牙招聘22名專科醫生。新聞局（页面存档备份，存于）
- 工聯理事長鄭仲錫表示，應盡快制訂最低工資制度。華僑報（页面存档备份，存于）
- 「為下一代，我們要文化藝術注入新舊城」網路社群舉行「我是海行者」，期望市民關注澳門新城區土地利用。另外，澳門思匯網絡舉辦論壇，探討新城區的功能定位。市民日報[]正報

## 5月7日
- 澳門維基媒體協會宣佈，獲維基媒體基金會接納成為全球第三十二個地方分會。維基新聞[]
- 一名的士司機在氹仔遇到兩名懷疑持槍男子打劫，一度被綁手腳推入車尾箱。司機趁的士停車之際，踢開尾箱跳車。兩匪棄車逃去，警方多處設置路障並無所獲。澳門日報
- 兩名馬來西亞女子涉嫌體內藏有市值六十萬元海洛英毒品，在澳門國際機場被捕。華僑報（页面存档备份，存于）
- 澳門中華新青年協會與亞洲志願服務發展協會簽署合作協議。市民日報[]

## 5月6日
- 五一遊行：
  - 行政長官崔世安及政府發言人譚俊榮分別就遊行首次發言：崔表示重申政府尊重新聞的自由，不希望警方粗暴干預記者採訪的事情再發生；譚則指事件是「小小的磨擦」，但沒有正面回應警方會否道歉。正報
  - 澳門傳媒工作者協會去信約見治安警察局局長李小平。正報
  - 教青局局長就教師遊行指，已回應訴求，又指教師可以上網發表意見。澳廣視（页面存档备份，存于）
- 行政會完成討論《規範進入娛樂場和在其內逗留及博彩的條件》法律草案，進入娛樂場以及在娛樂場任職的最低年齡由十八歲提高至廿一歲，而禁止博彩人士在娛樂場的投注金額及贏取的彩金全歸澳門特區政府。現代澳門日報[]
- 行政長官崔世安在禮賓府與全國政協副主席、中國文聯主席孫家正會面。新聞局（页面存档备份，存于）
- 中國社會科學院公佈中國城市競爭力藍皮書，澳門在全國294個地級以上城市中排名第13位。中通社（页面存档备份，存于）
- 即將加入巴士營運的維澳蓮運表示，不會輸入外勞司機。華僑報（页面存档备份，存于）
- 澳門大學向媒體發出更正與澄清：當日媒體報道中提及在珠海販槍之邱某，已非該校學生。澳門日報

## 5月5日
- 五一遊行：
  - 保安司司長辦公室就遊行中記者被粗暴對待一事發出新聞稿，重申保安當局尊重新聞自由。新聞局（页面存档备份，存于）
  - 新澳門學社總結遊行，指社會運動日趨普及。正報
  - 治安警消息指，遊行中記者被粗暴對待一事將交由專職部門進行調查。華僑報（页面存档备份，存于）
  - 個人資料保護辦公室主任陳海帆就警方拍攝遊行人士表示，暫時仍未有跡象顯示相關行為違法，故不會主動展開調查。正報
- 個資辦公佈多項個案結果，其中經調查，去年銀河娛樂被指假招工一事中，無證據顯示銀河指示員工把求職表格胡亂擺放。現代澳門日報[]
- 一名澳門大學內地學生邱某夥同他人販賣槍支171支，銷往全國各地，被珠海市公安當局拘捕。廣州日報
- 「民主起動」的利建潤在辛亥革命與澳門圖片展開幕禮期間，到場高呼口號，要求平反六四，建設民主。他隨後被現場人員帶走。新華澳報
- 立法會第三常設委員會繼續細則性討論《經濟房屋的建造及出售制度》法案，運輸工務司司長劉仕堯列席會議時透露收入上下限，一人家團上限14380元。澳門日報
- 政府宣佈位於新橋大纜巷的福寧大廈第二、三及四座後為危樓。三座合共廿八戶小業主近日達成共識，全部同意清拆大廈，由發展商原址重建。新聞局（页面存档备份，存于）
- 台灣「行政院大陸委員會」主委賴幸媛在臉書上表示不贊同「澳門模式取代九二共識」，因為這是兩岸關係的大倒退。中央社
- 中國文聯副主席馮遠表示，指內地藝術家處於非常寬鬆和自由的創作環境。至於艾未未事件，他認為當中有公眾不了解的情況。新華澳報

## 5月4日
- 五一遊行：
  - 行政長官崔世安拒絕回應記者被粗暴對待一事。社會文化司司長張裕則指，尊重市民包括教師和平理性表達他們的意見，繼續聆聽他們的訴求和心聲，未來也會跟進會面。正報[]
  - 治安警召開記者會，回應一張被指是警方施暴的照片時，卻被在場記者發現另一名記者警方提供的片段中被批肘。正報
  - 多個工人團體到「紀監會」遞信，譴責警方在遊行中的處理手法，並要求追究警方違法侵犯公民權利和新聞自由的責任。正報
- 有家長反映，指未知悉巴波沙中葡小學新學年改為新公立學校的安排。教青局回覆表示，所有家長此前已填寫學校派發的「繼續就讀意願書」，並已根據意願於新學年安排學生到不同公立學校就讀。澳門日報[]
- 教青局組織學界在西灣湖廣場舉行升旗儀式，慶祝五四青年節。新華澳報
- 行政長官委任「離任行政長官及離任主要官員從事私人業務申請分析委員會」三名成員，分別是主席吳榮恪、成員許輝年及行政暨公職局局長朱偉幹。立法議員高天賜指朱不適合擔任該職務，因為可能會令市民質疑其有否具獨立性和公正性。華僑報（页面存档备份，存于）
- 一名涉嫌與北區近期多宗縱火案有關的青年被捕。市民日報[]

## 5月3日
- 體發局前局長蕭威利被指濫權案，中級法院二審改判罪名成立，判處一年監禁，緩刑兩年。中通社（页面存档备份，存于）
- 五一遊行：
  - 治安警回應前一天「學者和團體的評論」，說明設立和不設立採訪區的原因，但並無對以暴力對待記者及超近距拍攝接受媒體訪問人士作解釋。華僑報（页面存档备份，存于）
  - 立法議員吳國昌申請索取資料，要求警方交待採訪區設立的準則。華僑報（页面存档备份，存于）
- 政府拒絕公開四十八幅閒置土地資料，但會爭取今年內調整溢價金計算。澳門日報
- 衛生局局長李展潤表示，衛生局正跟進九澳飛灰堆填區事件對居民的影響，並已邀請了香港中文大學為九澳居民作長期流行病學研究。他又表示已把煙草稅調整建議交經濟局。正報正報
- 澳門弱智人士家長協進會會長劉玫瑰表示，現時本澳有2000多名智障人士，但院舍的宿位只有不足400個，促進政府盡快在澳門開辦智障人士院舍服務，以緩解年長會員家庭「雙重老化」所面對之照顧困難。市民日報[]

## 5月2日
- 五一遊行：
  - 傳媒學者譚志強就警方在遊行前和遊行期間對記者採訪的限制指，警方早有既定態度，不容許記者太自由採訪，其拙劣的手法凸顯當局無知，並有違《基本法》二十七條。他也注意到，本澳言論自由出現收窄的趨勢。正報
  - 街總會長梁慶庭認為，事件反映政府有需要與傳媒多些溝通。他指出，政府有責任保護記者的安全，但不應妨礙傳媒的採訪。正報
  - 澳門傳媒工作者協會發動聲明，強烈譴責治安警的暴力行為，並指警方超近距離拍攝受訪對象有製造「白色恐怖」之嫌。正報
- 有民意證查指，政府宣佈打擊樓市炒風後，有53%受訪青年近期有置業打算。市民日報[]

## 5月1日
- 五一遊行：
  - 包括青年、教師、工人、社區人士等約二千三百人，兵分五路，分別遊行到教青局及政府總部。市民日報[]
  - 扎鐵工會把宣傳車駛至政府總部，理事長黃偉民被警方指阻塞交通被捕，有示威者到警察局聲援。警方拉起人牆，甚至動手，阻止記者採訪。市民日報[]
- 旨在打擊水客的《刑法修正案（八）》生效。澳門日報